# Paranerice hoenei
Paranerice hoenei is een vlinder uit de familie van de tandvlinders (Notodontidae). De wetenschappelijke naam van de soort is voor het eerst geldig gepubliceerd in 1963 door Kiriakoff.